# トム・アダムス
トム・アダムス (Tom Adams) はアメリカンアワード受賞者であるブルーグラスギター奏者でバンジョー奏者。

## 経歴
アダムスはゲディスバーグにおいて、自身の家族がやっていたブルーグラスバンドにて1969年に活動を始めた。1983年にはJimmy Martin's Sunny Mountain Boysに加入。また、1986年にはJohnson Mountain Boysのメンバーとなる。2000年にはRhonda Vincent and The Rageと共に共演。2004年にはフィドル弾きのMichael Clevelandと共にアルバム「Live - At the Ragged Edge」をレコーディングし、このアルバムはIBMA (the International Bluegrass Music Association)において、「Bluegrass Instrumental Album of The Year 2004」を受賞した。
アダムスはthe Lynn Morris bandにおいてDale Ann Bradleyとも演奏している。また、近年はBill Emerson & Sweet Dixieと演奏している。2009年にはシンガー兼ギタリストとしてMichael Cleaveland and Flamekeeperに加入した。